# Літяга
Літяга, інколи летяга (Glaucomys) — рід гризунів родини вивіркових (Sciuridae), представник підродини політухові (Pteromyinae, за іншими класифікаціями — триби Pteromyini).

## Назва
Назва Glaucomys у перекладі з латини означає «блакитно-сіра миша (гризун)».

## Морфологія, біологія

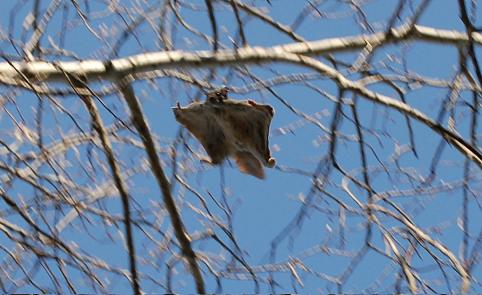
Літяга (G. sabrinus) у стрибку-польоті

Літяги багато в чому схожі на євразійських політух (рід Pteromys) і є їхніми вікаріатами у фауні Північної Америки. Їхні морфологічні особливості мають виразні пристосування до планерного польоту: літяга стрибає з тривалим ширянням або ковзанням у повітрі.
Шерсть пишна, м'яка і шовковиста, проте шкіра не дуже міцна, тому шкірки літяг мають мале господарське значення. Типове житло літяг — різноманітні ліси; практично все життя вони проводять на деревах, лише зрідка спускаючись на землю, тобто є типовими дендрофілами.
Живуть літяги в неволі 10—15 років, тоді як в природі — лише 5 років унаслідок високої смертності від нападів хижаків (змій, єнотів, сов, куниць, ільок, койотів і навіть домашніх кішок).

## Види родуGlaucomys
У складі роду Glaucomys (Thomas, 1908) розрізняють два види:
- Glaucomys sabrinus — літяга північна

(підвиди sabrinus, alpinus, bangsi, californicus, canescens, coloratus, columbiensis, flaviventris, fuliginosus, fuscus, goodwini, gouldi, griseifrons, klamathensis, lascivus, latipes, lucifugus, macrotis, makkovikensis, murinauralis, oregonensis, reductus, stephensi, yukonensis, zaphaeus)
- Glaucomys volans — літяга південна

(підвиди volans, chontali, goldmani, guerreroensis, herreranus, madrensis, oaxacensis, querceti, saturatus, texensis, underwoodi).
Ці види добре розрізняються за загальними розмірами тіла і забарвленням хутра на череві. Літяга північна (Glaucomys sabrinus) є більшою, а її черевне хутро темне при основі, хоча білі кінчики волосин хутра роблять забарвлення білим. Літяга південна (Glaucomys volans) є меншою за розмірами тіла, а хутро на череві є повністю білим.